# Малая Пшевка
Малая Пшевка — река в России, протекает по Орловской области. Левый приток Пшевки.

## География
Малая Пшевка берёт начало в районе села Среднее. Течёт на север. Устье реки находится в 24 км от устья Пшевки. Длина реки составляет 14 км.

## Данные водного реестра
По данным государственного водного реестра России относится к Окскому бассейновому округу, водохозяйственный участок реки — Ока от города Орёл до города Белёв, речной подбассейн реки — бассейны притоков Оки до впадения Мокши. Речной бассейн реки — Ока.
Код объекта в государственном водном реестре — 09010100212110000018179.